# Краски (Гродненская область)
Краски (бел. Краскі) — деревня в Подоросском сельсовете Волковысского района Гродненской области Республики Беларусь. Население 56 человек (2009).

## География
Деревня расположена близ границы с Брестской областью в 5 км к юго-западу от центра сельсовета, агрогородка Подороск и в 23 км к юго-востоку от Волковыска. Через деревню проходит автодорога Подороск — Порозово.

## История
В результате третьего раздела Речи Посполитой (1796) Краски оказались в составе Российской империи, в Волковысском уезде Гродненской губернии. В 1796 году имение принадлежало Суходольским. В 1836 году — владение рода Булгариных, деревня насчитывала 11 дворов и 103 жителя.
В середине XIX века местечко перешло во владение Сегеней, которые выстроили в деревне дворцово-парковый комплекс в неоготическом стиле. В 1914 году — 19 дворов, 121 житель.
Согласно Рижскому мирному договору (1921) Краски оказались в составе межвоенной Польской Республики, в Волковысском повете Белостокского воеводства. С 1939 году в составе БССР.
В советское время в здании усадьбы Сегеней разместился сначала туберкулёзный санаторий, а затем лечебно-трудовой профилакторий для алкоголиков. После распада СССР усадьба начала разваливаться и пребывала в аварийном состоянии. В 2010 году усадьба продана российскому бизнесмену В. Селихову, который начал в усадьбе реставрационные работы. Реставрация должна завершиться в 2017 году.

## Достопримечательности
- Усадьба Сегеней, XIX век
  - Усадебный дом, 1839 год, правая часть достроена в 1905 году
  - Флигель, XIX век
  - Руины хозпостроек